# Edward Palmer (botânico)
Edward Palmer  (Wilton,  Norfolk, 12 de janeiro de 1831 -  Washington, 10 de abril de 1911) foi um médico e botânico britânico.
Instala-se nos Estados Unidos da América em 1849, sendo cirurgião no exército dos Estados Unidos da Améica, de 1862 a 1867, em vários lugares de Colorado, Kansas, Arizona. 
De 1862 a 1910, recolecta flora do Arizona, Califórnia e do México. 
Publica em 1885 List of Plants collected in S.W. Chihuahbua.... 
Asa Gray (1810-1888) dedica-lhe em sua honra, em 1876 o género botánico Palmerella da família Campanulaceae.